# Landkreis Traunstein
Landkreis Traunstein is een district Landkreis in de Duitse deelstaat Beieren. De Landkreis telt 177.485 inwoners (31 december 2020) op een oppervlakte van 1.533,92 km². Kreisstadt is de gelijknamige stad.

## Indeling

Landkreis Traunstein is verdeeld in 35 gemeenten. Vier gemeenten hebben de status van stad, twee mogen zich Markt noemen. Het Landkreis omvat twee gebieden die niet gemeentelijk zijn ingedeeld.
Steden
1. Tittmoning
2. Traunreut
3. Traunstein
4. Trostberg

Märkte
1. Grassau
2. Waging am See

Overige gemeenten
1. Altenmarkt an der Alz
2. Bergen
3. Chieming
4. Engelsberg
5. Fridolfing
6. Grabenstätt
7. Inzell
8. Kienberg
9. Kirchanschöring
10. Marquartstein
11. Nußdorf
12. Obing
13. Palling
14. Petting
15. Pittenhart
16. Reit im Winkl
17. Ruhpolding
18. Schleching
19. Schnaitsee
20. Seeon-Seebruck
21. Siegsdorf
22. Staudach-Egerndach
23. Surberg
24. Tacherting
25. Taching am See
26. Übersee
27. Unterwössen
28. Vachendorf
29. Wonneberg

Niet gemeentelijk ingedeeld
1. Chiemsee (77,86 km²)
2. Waginger See (8,98 km²)

Aichach-Friedberg · Altötting · Amberg · Amberg-Sulzbach · Ansbach (stad) · Landkreis Ansbach · Aschaffenburg (stad) · Landkreis Aschaffenburg · Augsburg (stad) · Landkreis Augsburg · Bad Kissingen · Bad Tölz-Wolfratshausen · Bamberg (stad) · Landkreis Bamberg · Bayreuth (stad) · Landkreis Bayreuth · Berchtesgadener Land · Cham · Coburg (stad) · Landkreis Coburg · Dachau · Deggendorf · Dillingen an der Donau · Dingolfing Landau · Donau-Ries · Ebersberg · Eichstätt · Erding · Erlangen · Erlangen-Höchstadt · Forchheim · Freising · Feyung-Grafenau · Fürstenfeldbruck · Fürth (stad) · Landkreis Fürth · Garmisch-Partenkirchen · Günzburg · Haßberge · Hof (stad) · Landkreis Hof · Ingolstadt · Kaufbeuren · Kelheim · Kempten im Allgäu · Kitzingen · Kronach · Kulmbach · Landsberg am Lech · Landshut (stad) · Landkreis Landshut · Lichtenfels · Lindau · Main-Spessart · Memmingen · Miesbach · Miltenberg · Mühldorf am Inn · München · Landkreis München · Neuburg-Schrobenhausen · Neumarkt in der Oberpfalz · Neurenberg · Neustadt an der Aisch-Bad Windsheim · Neustadt an der Waldnaab · Neu-Ulm · Nürnberger Land · Oberallgäu · Ostallgäu · Passau (stad) · Landkreis Passau · Pfaffenhofen an der Ilm · Regen · Regensburg (stad) · Landkreis Regensburg · Rhön-Grabfeld · Rosenheim (stad) · Landkreis Rosenheim · Roth · Rottal-Inn · Schwabach · Schwandorf · Schweinfurt (stad) · Landkreis Schweinfurt · Starnberg · Straubing · Straubing-Bogen · Tirschenreuth · Traunstein · Unterallgäu · Weiden in der Oberpfalz · Weilheim-Schongau · Weißenburg-Gunzenhausen · Wunsiedel im Fichtelgebirge · Würzburg (stad) · Landkreis Würzburg
Altenmarkt a.d.Alz ·
Bergen ·
Chieming ·
Engelsberg ·
Fridolfing ·
Grabenstätt ·
Grassau ·
Inzell ·
Kienberg ·
Kirchanschöring ·
Marquartstein ·
Nußdorf ·
Obing ·
Palling ·
Petting ·
Pittenhart ·
Reit im Winkl ·
Ruhpolding ·
Schleching ·
Schnaitsee ·
Seeon-Seebruck ·
Siegsdorf ·
Staudach-Egerndach ·
Surberg ·
Tacherting ·
Taching a.See ·
Tittmoning ·
Traunreut ·
Traunstein ·
Trostberg ·
Übersee ·
Unterwössen ·
Vachendorf ·
Waging a.See ·
Wonneberg